# ワイクルー
ワイクルー（ไหว้ครู）とは、「師（クルー）に合掌する（ワイ）」、「師に礼を示す」というニュアンスの意味を持つタイ語。タイにおけるワイクルーの語は学校の教師、スポーツのコーチなど広い対象へ使われるが、日本語でのワイクルーは、ムエタイ競技前に行われる選手による舞踊様のものを指すことが多い。

## ワイクルーの日
タイでは毎年6月16日を「教師の日」(วันครู Teacher's day)と定め、各種教育機関で行われる祭日（ただし、休日ではない）としている。また、生徒が教師に対して感謝・尊敬を示す日でもあることから「ワイクルーの日」(วันไหว้ครู )という呼び方も広く行われている。この日には生徒は花・線香・ろうそくなどで伝統様式のブーケを作り、なすびの花を持参し、尊敬する先生に一定の形式で差し上げる日である。このヒンドゥー教の影響の強い儀式をワイクルーという。
なお、ここでナスビの花を使う理由は、「垂れたナスビの花は、人が頭を垂れている（礼を示している）のに似ている」という理由による。この日、教育機関では式場を設置し、選ばれた生徒によって校長や管理職レベルの教員に対するワイクルーが行われる。一方で個人的にワイクルーを行うことも可能である。学校の様な教育機関だけでなく、ムエタイ、伝統舞踊、伝統音楽などの師弟関係の存在する私塾などでも行われる（ただし、イスラム教のアラビア語塾やクルアーン塾などでは行われない）。

## ムエタイ

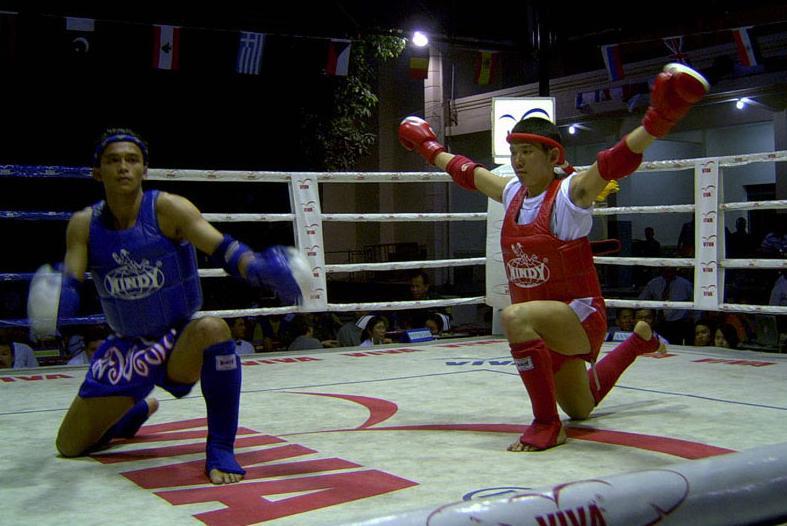
ムエタイのワイクルー

ムエタイにおけるワイクルー（より正確にはワイクルー・ラムムアイ ไหว้ครูรำมวย）は、試合前に行われる儀式である。日本語ではワイクーとも言うが、これはワイクルーをタイ人が発音したときの日本人への聞こえ方が反映されたものである。
ワイクルーは師（と同時に両親）に礼を示すことであり、特徴的な舞踊様の動きをラムムアイという。選手は「モンコン」という鉢巻をつけ、笛や太鼓などによる音楽に合わせて舞を演じる。ラム（รำ）とは舞、あるいは踊りを意味するタイ語である。ラムムアイは自己の競争心を高め、戦い（ムアイ）の神に無事と勝利を祈るということが建前となっている。
また、昔は屋外で試合を行っていたため、戦うにあたって地面の状態を確かめるという意味合いもあった。しかし、現代では単にウォーミング・アップの目的で行われることも多い。このため、必ずしも行わなくてもよいが、行った方が良いとされる。主に外国人などでラムムアイの作法を知らない選手でも、試合開始前にロープに沿ってリングを一周し、跪いて三度（父、母、師）礼をする行為（ワイクルー）は正式なムエタイでの義務である。なお、このときに選手は自分の出生地の方角に向かうのが最も正しい作法と言われている。　
タイの一流選手の中にもラムムアイの部分をおざなりに済ます選手がいる一方、熱心に型を研究し、時間をかけてたっぷりとラムムアイを舞う選手もいるなど様々である。バンコクのルンピニー・スタジアムでは毎年12月に年間の各賞を発表し表彰するが、最優秀選手、最優秀試合などとともに「もっともワイクルー・ラムムアイが美しかった選手」という表彰もあり、該当者はスタジアム創設記念興行の際にリングへ上がり、自慢のワイクルー・ラムムアイを披露する。